# Athmallik (stato)
Lo Stato di Athmallik fu uno stato principesco del subcontinente indiano, avente per capitale la città di Athmallik.

## Storia
La tradizione locale riporta che lo stato venne fondato da Pratap Dev, proveniente da Puri, che affrontò il raja locale che aveva fatto uccidere due dei suoi sette fratelli. I sopravvissuti marciarono verso Bonai e vi si stabilirono guidati da Pratap, spostandosi poi a Baudh ed infine nella regione successivamente chiamata Athmalik, che il gruppo conquistò uccidendo il capo locale. In quell'area Pratap fondò una città chiamata Pratappur e prese il titolo di raja, dividendo il territorio in otto parti, ciascuna con un proprio malikal per prevenire conflitti interni tra le tribù, e per questo motivo il principato fu chiamato Athmalik che significa "Otto Malik". La capitale rimase a Pratappur, venne poi trasferita dal secondo raja a Thakurgarh, poi a Nuagaon ed infine a Purunargarh (Kaintaragarh). I registri del palazzo menzionano 42 re tra il fondatore Pratap Dev e il 1948 quando lo stato entrò a far parte dell'Unione Indiana.
Laxmidhar Deo (1785-1802) non riconobbe la sovranità di Baudh e si dichiarò raja indipendente di Athmalik, ma nel trattato con gli inglesi del 1804 lo stato viene ancora menzionato come tributario di Baudh; lo stato venne infine riconosciuto indipendente dal governo dell'India britannica nel 1874, ed al principe locale venne concesso ufficialmente il titolo di raja. Nel 1890 il titolo fu elevato al rango di maharaja a livello personale per il raja Mahendra Deo, per la sua buona amministrazione dello stato.

## Governanti
I governanti avevano il titolo di raja.

### Raja
- Jogendra Deo Samant 1874-1877 (m. 4 febbraio 1877)
- Mahendra Deo Samant 1877-1902, figlio del precedente, maharaja a titolo personale dal 1890
- Bibhudendra Deo Samant 1902-1918, figlio del precedente
- Kishor Chandra Deo Samant 1918/1948, figlio del precedente